# Алберто Галатео
Алберто Луис Галатео (4. мај 1912. — 26. фебруар 1961) био је аргентински фудбалски нападач који је играо за Аргентину на Светском првенству у фудбалу 1934. Играо је и за Унијон де Санта Фе .

## Смрт
У фебруару 1961., Галатео је убијен од стране његовог сина, Давида Хосеа, током расправе. Хтео је да убије своју жену, а син је стао у одбрану своје мајке, убивши га.

## Учешће на светском првенству у фудбалу
| Репрезентација | Година | Утакмице | Голови | Асистенције |
| -------------- | ------ | -------- | ------ | ----------- |
| Аргентина      | 1934   | 1        | 1      | 0           |

### Репрезентативни голови
| Датум         | Место                             | Противник | Такмичење                        |
| ------------- | --------------------------------- | --------- | -------------------------------- |
| 27. маја 1934 | Стадион Литорале, Болоња, Италија | Шведска   | Светско првенство у фудбалу 1934 |